# Завады (гмина Завады)
Зава́ды (пол. Zawady) — деревня в Белостокском повете Подляского воеводства Польши. Административный центр гмины Завады. Находится на реке Слина (приток Нарева) примерно в 32 км к западу от города Белостока. По данным переписи 2011 года, в деревне проживало 450 человек.
Деревня была основана около 1413 года. В деревне находится псевдоготический костёл, построенный в 1956 году.